# Революцию не покажут по телевизору
«Революцию не покажут по телевизору» англ. The Revolution Will Not Be Televised, сокращенная версия известна под названием Chavez: Inside the Coup — документальный фильм ирландских режиссёров о политике правительства У. Р. Чавеса в Венесуэле, её оценке в обществе и попытке переворота в 2002 году. Особое внимание уделяет тому, как переворот и мобилизацию венесуэльцев в поддержку Чавеса, освещали частные СМИ.

## Синопсис
Описывается путь Чавеса к власти, его передача Aló Presidente, дается интервью с президентом. Демонстрируются примеры положительного и отрицательного отношения к боливарианской революции, её трения с частными СМИ.
Освещаются акции протеста и перестрелка 11 апреля 2002 года, их античавесовская подача в частных СМИ, требование оппозиции об отставке Чавеса и поддержка их военным руководством, прекращение вещания государственного ТВ. Съемки в президентском дворце Мирафлорес во время переговоров Чавеса с путчистами.
Освещение переворота на телевидении 12 апреля с признанием заговорщиков о заранее подготовленном плане; замалчивание сторонников Чавеса. Присяга бизнесмена П. Кармоны как временного президента, первые решения нового правительства, осада кубинского посольства, где предположительно скрывался чавесовский вице-президент. Демонстрируется оценка событий со стороны администрации США. Кадры митинга сторонников Чавеса 13 апреля, бегство правительства Кармоны из дворца, возвращение во дворец министров прежнего правительства и самого Чавеса.

## Премии
- Международный кинофестиваль в Чикаго — Silver Hugo[1]
- Prix Italia — Signis[2]
- Премия Пибоди[3]